# María Josefa Ugarte y Domingo-Arnau
María Josefa Ugarte y Domingo-Arnau (Madrid, 3 de enero de 1923-?) fue una de las primeras auxiliares de vuelo españolas y una de las mujeres que consiguieron el título de piloto de aviación tras la Guerra civil.

## Aviación y mujeres en España: los comienzos
Aunque, como en otros países, los inicios de la historia de la aviación en España se escribieron fundamentalmente con nombres masculinos, también hubo espacio para un reducido grupo de mujeres que dirigieron sus intereses al mundo aéreo. Estas mujeres tuvieron que soportar el desprecio de las autoridades de aviación y la limitación de accesos a los aeroclubs pero siguieron adelante en su empeño. María Bernaldo de Quirós fue la primera piloto española en 1928. Realizó vuelos de exhibición y servicios de enlace y reconocimiento a comienzos de la Guerra civil española. Poco después la siguieron Margot Soriano (segunda mujer piloto española), Pilar San Miguel Martínez-Campos, Elena Sáez, Mari Pepa Colomer y Dolors Vives.
Durante los años de la Segunda República hubo cambios substanciales que facilitaron que la mujer española optase por actividades que, como la aviación, hasta ese momento estaban casi exclusivamente ligadas a los hombres. En adelante, se incrementó considerablemente el número de licencias concedidas a mujeres. Durante la Guerra civil española, las pocas mujeres piloto existentes, especialmente en Cataluña, fueron militarizadas. Al finalizar la guerra y pese al retroceso en la situación femenina, hubo mujeres que continuaron ese camino.

## Biografía
Nació en Madrid el 3 de enero de 1923. Su padre, juez y presidente del Tribunal Internacional estaba destinado en Egipto, por lo que la familia tenía fijada su residencia en Port Said. A los diez años fue enviada interna al colegio del Sagrado Corazón de Génova durante 5 años. Pasó otro año más en Venecia. De regreso a Port Said, vivió en ese lugar durante toda la II Guerra Mundial. Allí aprendió árabe, francés e inglés, conocimientos que le serían muy útiles en su futura vida profesional. 

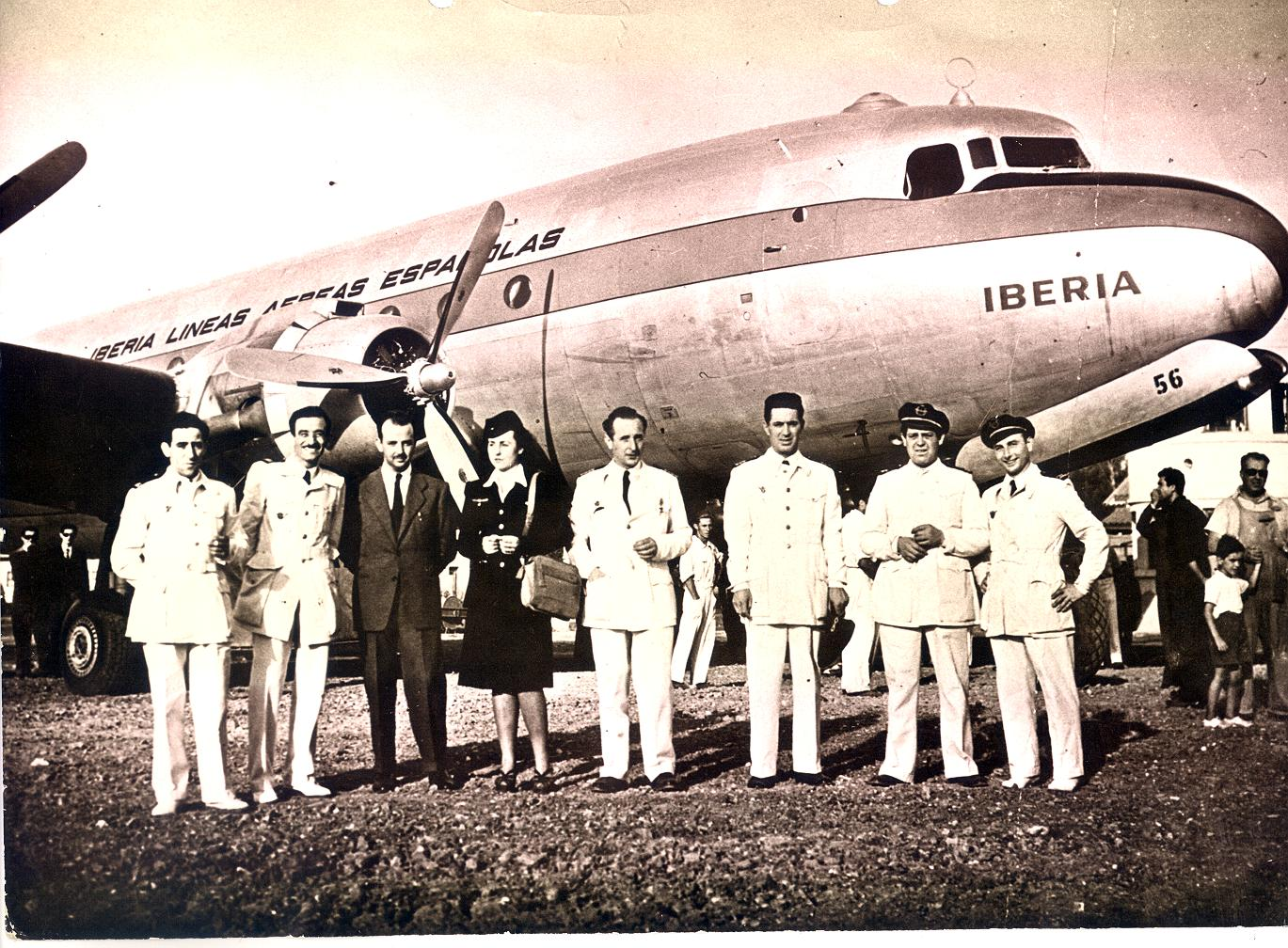
Vuelo inaugural Iberia Madrid - Buenos Aires (1946)

Ya en España, en 1946, ingresó en la compañía aérea Iberia, en el Servicio de Información al pasaje del aeropuerto de Barajas. Pocos meses después fue empleada como auxiliar de vuelo, figurando en la documentación existente como la segunda del escalafón. El 22 de septiembre de 1946, con ocasión del vuelo experimental previo al lanzamiento de la primera línea transatlántica de Iberia Madrid-Villa Cisneros-Río de Janeiro-Buenos Aires, la aerolínea pensó en incluir por primera vez un servicio atendido por azafatas. Estas nuevas profesionales se encargarían de atender al pasaje durante el vuelo. Una vez finalizado el proceso de selección, cuatro fueron las personas elegidas para este nuevo puesto de trabajo: Pilar Macías, Marichín Ruiz de Gárniz, Ana Marsáns y María Josefa Ugarte.
El gran interés que mostró siempre María Josefa por todo lo relacionado con el vuelo, le motivó para realizar el curso de piloto en la escuela del Aeroclub de Madrid, que aquel año 1947 había colocado la primera piedra en sus nuevas instalaciones en el aeródromo de Cuatro Vientos. Su título está fechado el 19 de noviembre de 1947.
En el mes de marzo de 1949 participó, con una aeronave Piper Cub, en la Vuelta Aérea a España. Trabajó en Iberia hasta 1951, año en que contrajo matrimonio con quien luego sería general auditor del Cuerpo Jurídico del Aire, Francisco Loustau Ferrán.